# Novake (gmina Tržič)
Novake – wieś w Słowenii, w gminie Tržič. W 2018 roku liczyła 17 mieszkańców.